# Hu Zhengyan
Hu Zhengyan (kinesiska: 胡正言), född omkring 1584 i Xiuning, Kina, död omkring 1674 i Nanjing, Kina, var en kinesisk konstnär, tryckare och förläggare. Han arbetade med kalligrafi, traditionellt kinesiskt måleri och snidande av sigill. Zhengyan var dock mest framstående som förläggare och utgav såväl akademiska texter som journaler över sitt arbete.

## Galleri

Bilder från Shizhuzhai Shuhuapu
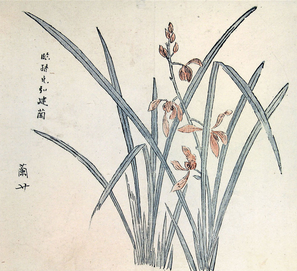
Orkidé
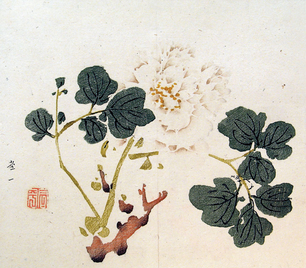
Chrysanthemum
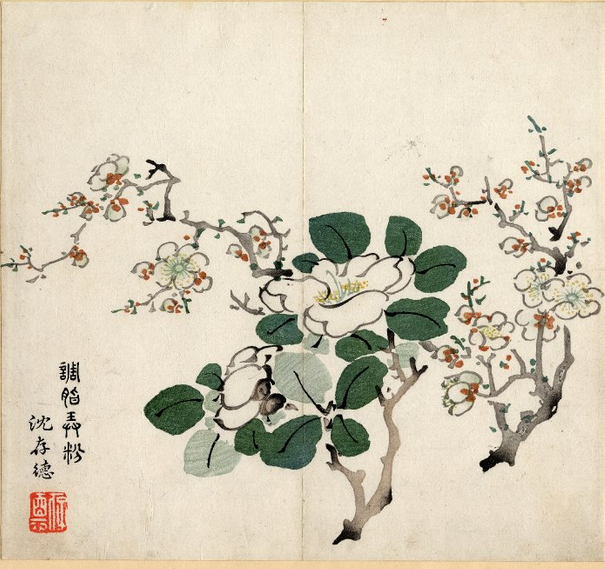
Äppelblomma
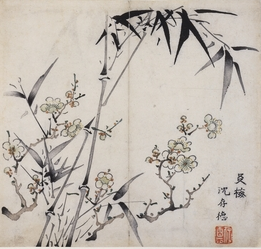
Körsbärsblomma och bambu
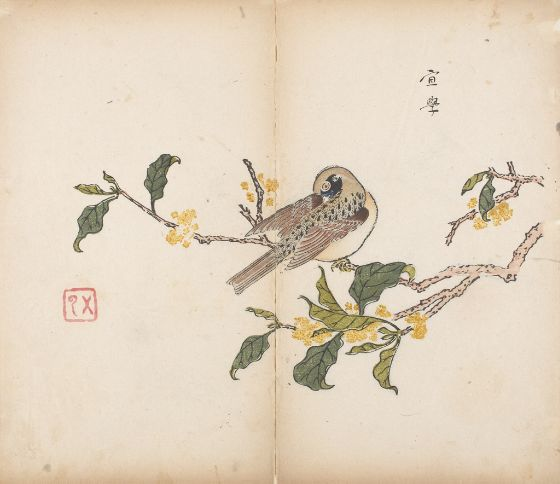
Fågel på en blommande gren
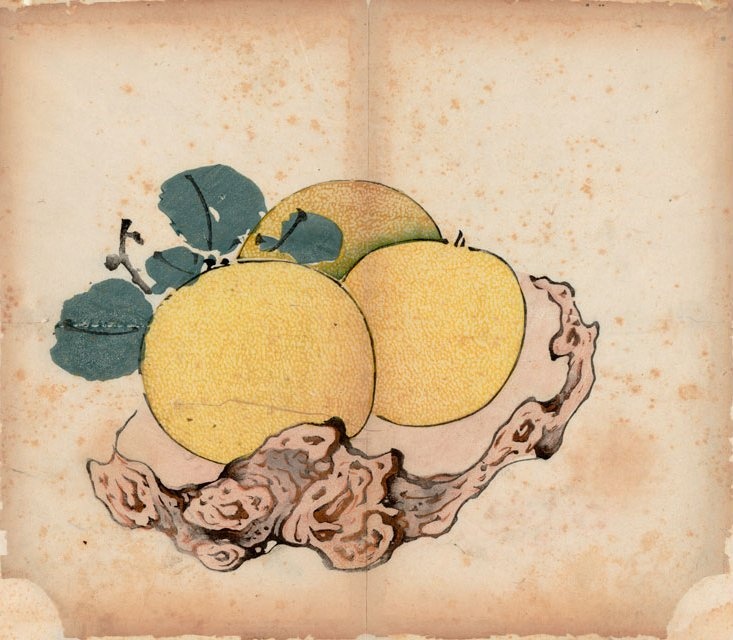
Tre apelsiner på ett knutet ställ
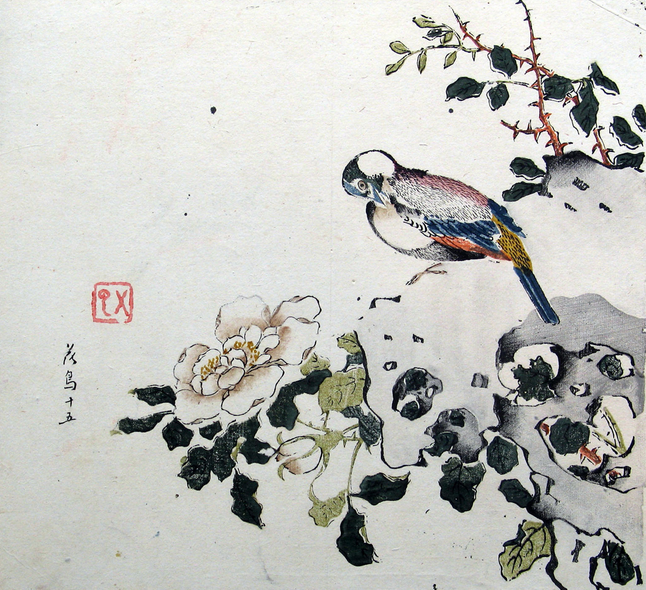
Fågel på en gren
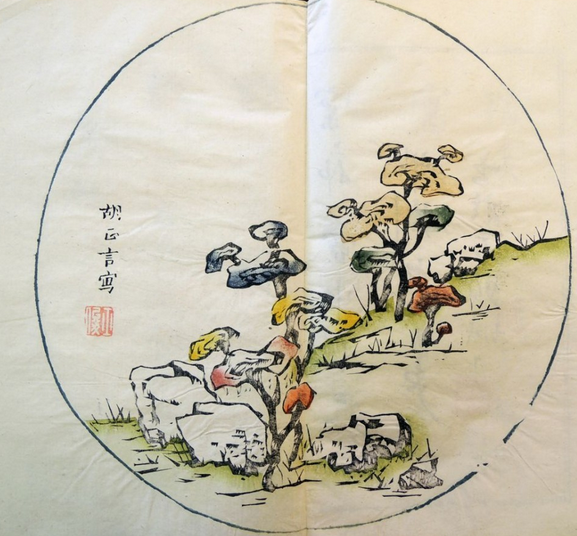
Giftsvampar
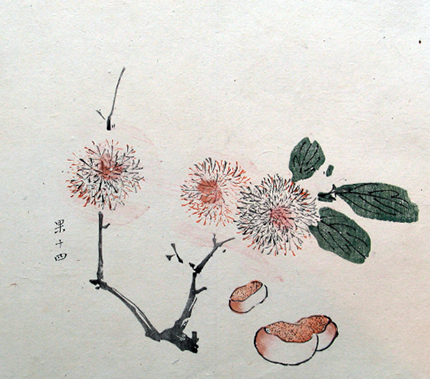
Kastanjer
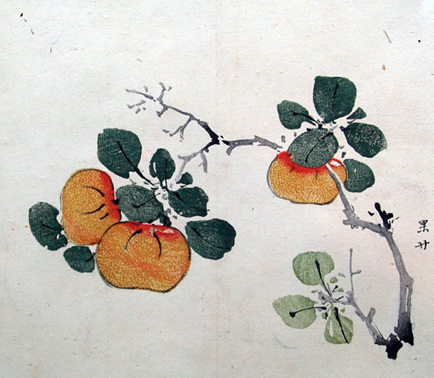
Mandariner
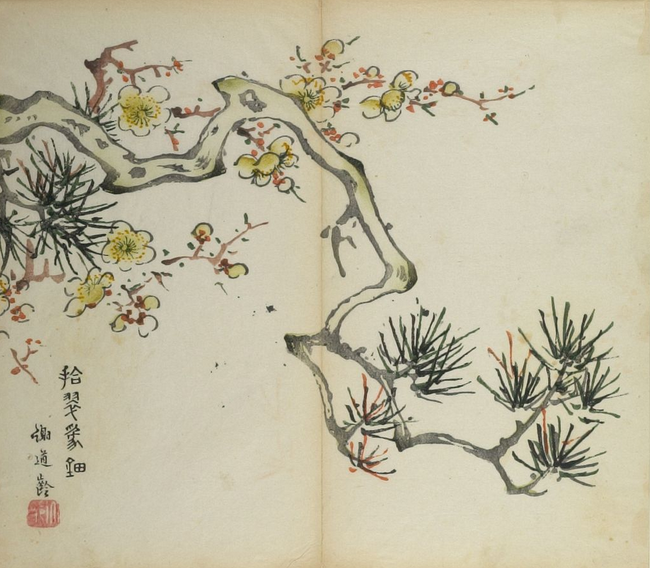
Plommonblommor och tall
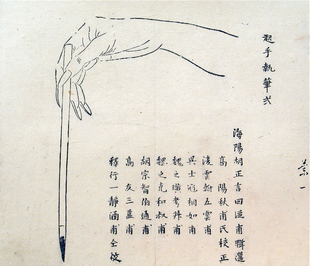
Diagram över korrekt penselposition